# Metal and Hell
Metal and Hell – pierwszy album zespołu muzycznego Kat, wydany w roku 1986, anglojęzyczna wersja wydanego później albumu 666. Został nagrany dla belgijskiej wytwórni muzycznej Ambush Records (HI-401005), która rozpadła się niedługo po jego wydaniu. W sierpniu 1987 r. płyta została wydana już w Polsce przez wytwornię Pronit (PLP 0045). Następnie w 1994 r. nagranie zostało zremasterowane i wydane na kasecie magnetofonowej i płycie kompaktowej przez Metal Mind Productions (MMP CD 0015). Na zremasterowanym wydaniu znalazły się dwa dodatkowe utwory pochodzące z pierwszego singla zespołu Ostatni tabor / Noce Szatana. Kolejna reedycja Metal and Hell została wydana w 2004 r. przez wytwórnię DBC (DBC017).

## Lista utworów
Opracowano na podstawie materiału źródłowego.
| Nr  | Tytuł utworu             | Słowa                                | Muzyka | Długość |
| --- | ------------------------ | ------------------------------------ | ------ | ------- |
| 1.  | „Metal And Hell”         | Roman Kostrzewski, Tomasz Dziubiński | Kat    | 2:43    |
| 2.  | „Killer”                 | Roman Kostrzewski                    | Kat    | 3:15    |
| 3.  | „Time Of Revenge”        | Roman Kostrzewski, Tomasz Dziubiński | Kat    | 4:54    |
| 4.  | „Devil's House Part I”   | Roman Kostrzewski                    | Kat    | 4:47    |
| 5.  | „(You Got Me) Vampire”   | Roman Kostrzewski, Tomasz Dziubiński | Kat    | 3:11    |
| 6.  | „Devil's Child”          | Robert Lor, Roman Kostrzewski        | Kat    | 3:32    |
| 7.  | „Black Hosts”            | Roman Kostrzewski                    | Kat    | 3:26    |
| 8.  | „Oracle”                 | Roman Kostrzewski                    | Kat    | 3:41    |
| 9.  | „Devil's House Part III” | Roman Kostrzewski, Tomasz Dziubiński | Kat    | 3:41    |
| 10. | „666”                    | Roman Kostrzewski                    | Kat    | 3:32    |
|     |                          |                                      |        | 36:42   |

| Utwory dodatkowe | Utwory dodatkowe | Utwory dodatkowe | Utwory dodatkowe | Utwory dodatkowe |
| Nr               | Tytuł utworu     | Słowa            | Muzyka           | Długość          |
| ---------------- | ---------------- | ---------------- | ---------------- | ---------------- |
| 1.               | „Noce Szatana”   | Robert Lor       | Kat              | 3:45             |
| 2.               | „Ostatni Tabor”  | Robert Lor       | Kat              | 3:10             |
|                  |                  |                  |                  | 6:55             |

## Twórcy
Opracowano na podstawie materiału źródłowego.

- Roman Kostrzewski – wokal prowadzący
- Piotr Luczyk – gitara rytmiczna, gitara prowadząca, wokal wspierający
- Wojciech Mrowiec – gitara rytmiczna, gitara prowadząca, wokal wspierający
- Tomasz Jaguś – gitara basowa, wokal wspierający
- Ireneusz Loth – perkusja, wokal wspierający
- Tomasz Dziubiński – management
- Andrzej Solecki – miksowanie, inżynieria dźwięku
- Piotr Brzeziński – miksowanie, inżynieria dźwięku
- Halina Jarczyk – inżynieria dźwięku
- Jos Kloek – produkcja, miksowanie, inżynieria dźwięku
- Andrzej Brzezicki – okładka